# Kenneth Richards

Wappen von Kenneth Richards als Erzbischof von Kingston in Jamaika.

Wappen von Kenneth Richards als Bischof von St. John’s-Basseterre

Kenneth Richards (mit vollem Namen: Kenneth David Oswin Richards, * 16. August 1958 in Linstead) ist ein jamaikanischer Geistlicher und römisch-katholischer Erzbischof von Kingston in Jamaika.

## Leben
Kenneth Richards empfing am 29. September 1985 die Priesterweihe.
Papst Benedikt XVI. ernannte ihn am 19. November 2011 zum Bischof von St. John’s-Basseterre. Die Bischofsweihe spendete ihm der Erzbischof von Kingston in Jamaika, Donald James Reece, am 8. Februar des nächsten Jahres; Mitkonsekratoren waren Robert Rivas OP, Erzbischof von Castries, und Gabriel Malzaire, Bischof von Roseau.
Papst Franziskus ernannte Kenneth Richards am 29. April 2016 zum Erzbischof von Kingston in Jamaika.